# Jerzy Michalewicz
Jerzy Michalewicz (ur. 12 lutego 1913 w Sarykanym w Turcji, zm. 13 maja 1961 w Warszawie) – polski aktor teatralny, filmowy i telewizyjny. 

## Życiorys
Urodził się w rodzinie Irydiona i Nadziei Michalewiczów. Ukończył gimnazjum w Warszawie, następnie przez dwa lata studiował w Państwowym Instytucie Sztuki Teatralnej (PIST). Debiutował w sezonie 1935/36 w Teatrze Kameralnym w Warszawie. Po odbyciu służby wojskowej od 1938 r. kontynuował naukę w PIST. Brał udział w kampanii wrześniowej 1939. Po ucieczce z obozu jenieckiego uczestniczył w Warszawie w konspiracyjnym ruchu artystycznym, m.in. w organizowaniu studia dramatycznego Iwo Galla. Brał udział w powstaniu warszawskim, następnie przebywał w niewoli niemieckiej.
Po wojnie, w latach 1945–1946 przebywał w Anglii. Po powrocie do Polski, związany był ze scenami stołecznymi: Miejskimi Teatrami Dramatycznymi (1947–1949), Teatrem Powszechnym (1949–1951), Teatrem Ludowym (od 1952), a w ostatnich latach życia Teatrem Klasycznym (obecnie Teatr Studio). W latach 1949–1951 występował w słuchowiskach Teatru Polskiego Radia.
19 stycznia 1955 na wniosek Ministra Kultury i Sztuki został odznaczony Medalem 10-lecia Polski Ludowej.
Zmarł 13 maja 1961 r. w Warszawie, pochowany na cmentarzu prawosławnym na Woli (sektor 71-1-23).

## Filmografia
- 1956: Nikodem Dyzma  jako gość na przyjęciu

## Spektakle Teatru Tv
- 1955: Mordercy jako George, barman
- 1956: Kłamstwo polityczne jako Przewodniczący Corte
- 1957: Grona gniewu
- 1958: Czarna walizeczka
- 1958: Fatalna pomyłka jako Chapmann
- 1958: Opowieść wigilijna
- 1958: Pod wesołym młynem jako Manrou
- 1959: Pigmalion
- 1959: Noc bez końca
- 1960: Biała jako Bernard
- 1960: Fantazjo jako Kutton